# Room on the 3rd Floor (canção)
"Room on the 3rd Floor" ("Quarto no Terceiro Andar", em inglês) é o quarto e último single do álbum de estréia de mesmo nome da banda britânica de pop rock McFly, lançado em 15 de novembro de 2004 pela Island Records. A canção posicionou nas posições #5 e #27 na UK Singles Chart e na Irish Singles Chart, respectivamente.
A canção foi composta pelos dois vocalistas principais da banda, Tom Fletcher e Danny Jones. Sua letra fala sobre o Hotel InterContinental, em Londres, onde eles ficaram por dois meses para escrever canções para o álbum, no quarto 363 - terceiro andar. É o segundo single do McFly a ser lançado também em um DVD single, e o CD single da canção contém um cover de "Crazy Little Thing Called Love", da banda Queen.

## Faixas e formatos
| CD 1 |                                  |         |  |
| N.º  | Título                           | Duração |  |
| 1.   | "Room on the 3rd Floor"          | 3:16    |  |
| 2.   | "Crazy Little Thing Called Love" | 2:29    |  |

| CD 2 |                                      |         |  |
| N.º  | Título                               | Duração |  |
| 1.   | "Room on the 3rd Floor"              | 3:16    |  |
| 2.   | "Five Colours in Her Hair" (ao vivo) | 3:11    |  |
| 3.   | "Deck The Halls"                     | 1:34    |  |
| 4.   | "Room on ehe 3rd Floor"              | ao vivo |  |

| DVD |                                     |         |  |
| N.º | Título                              | Duração |  |
| 1.  | "Room on the 3rd Floor" (áudio)     | 3:21    |  |
| 2.  | "Obviously" (vídeo)                 | 3:15    |  |
| 3.  | "McFly Home Movie"                  |         |  |
| 4.  | "Guitar Lessons with Tom and Danny" |         |  |

## Vídeo musical
No vídeo musical de "Room on the 3rd Floor", os integrantes da banda aparecem como pequenos modelos de plástico (baseados nos modelos da Tamiya), inicialmente desmontados. Eles também aparecem no manual de montagem dos bonecos, de uma forma animada, cantando a canção. Eles são vistos normalmente apenas na embalagem de onde os bonecos de plástico são retirados. Essa caixa, denominada McFly Set w/ Roadie and Fan, chegou a ser realmente lançada, em uma edição promocional de 70 cópias; essas cópias foram vistas apenas por vencedores de competições e jornalistas. Durante a gravação do vídeo, os membros foram pintados de azul e modificados digitalmente para parecerem de plástico.

## Paradas musicais
| Parada (2004/2005)  | Melhor posição |
| ------------------- | -------------- |
| UK Singles Chart    | 5              |
| Irish Singles Chart | 27             |

### Paradas de final de ano
| Parada (2004)        | Posição |
| -------------------- | ------- |
| UK Chart of the Year | 125     |